# إميليانا أرانجو
إميليانا أرانجو (بالإسبانية: Emiliana Arango)‏ مواليد 28 نوفمبر 2000 في ميديلين، هي لاعبة كرة مضرب كولومبية تلعب باليد اليمنى وتحتل حالياً المرتبة 470 (سبتمبر 18, 2017) في تصنيف رابطة محترفات كرة المضرب. أعلى تصنيف لها في الفردي كان 455.

## روابط خارجية
- إميليانا أرانجو على موقع رابطة محترفات التنس (الإنجليزية)
- إميليانا أرانجو على موقع الاتحاد الدولي لكرة المضرب (الإنجليزية)
- إميليانا أرانجو على موقع كأس بيلي جين كينغ (الإنجليزية)
- إميليانا أرانجو على موقع خلاصة التنس.كوم (الإنجليزية)
- إميليانا أرانجو على موقع إي إس بي إن.كوم (الإنجليزية)